# Andris Bērziņš
Andris Bērziņš (Riga, 4 d'agost de 1951) és un polític letó. Va exercir com a Primer Ministre de Letònia del 5 de maig de 2000 fins al 7 de novembre de 2002. Bērziņš és membre del partit Via Letona (LC). Va exercir el càrrec de ministre de Treball des de 1993 fins a 1994, Viceprimer Ministre i Ministre de Benestar Social des de 1994 fins a 1995, i alcalde de Riga des de 1997 fins al 2000.
Andris Bērziņš és un membre honorari de la Fundació Internacional Raoul Wallenberg.